# Theridion gyirongense
Theridion gyirongense är en spindelart som beskrevs av Hu och Li 1987. Theridion gyirongense ingår i släktet Theridion och familjen klotspindlar. Inga underarter finns listade i Catalogue of Life.